# 宮前町 (新竹市)

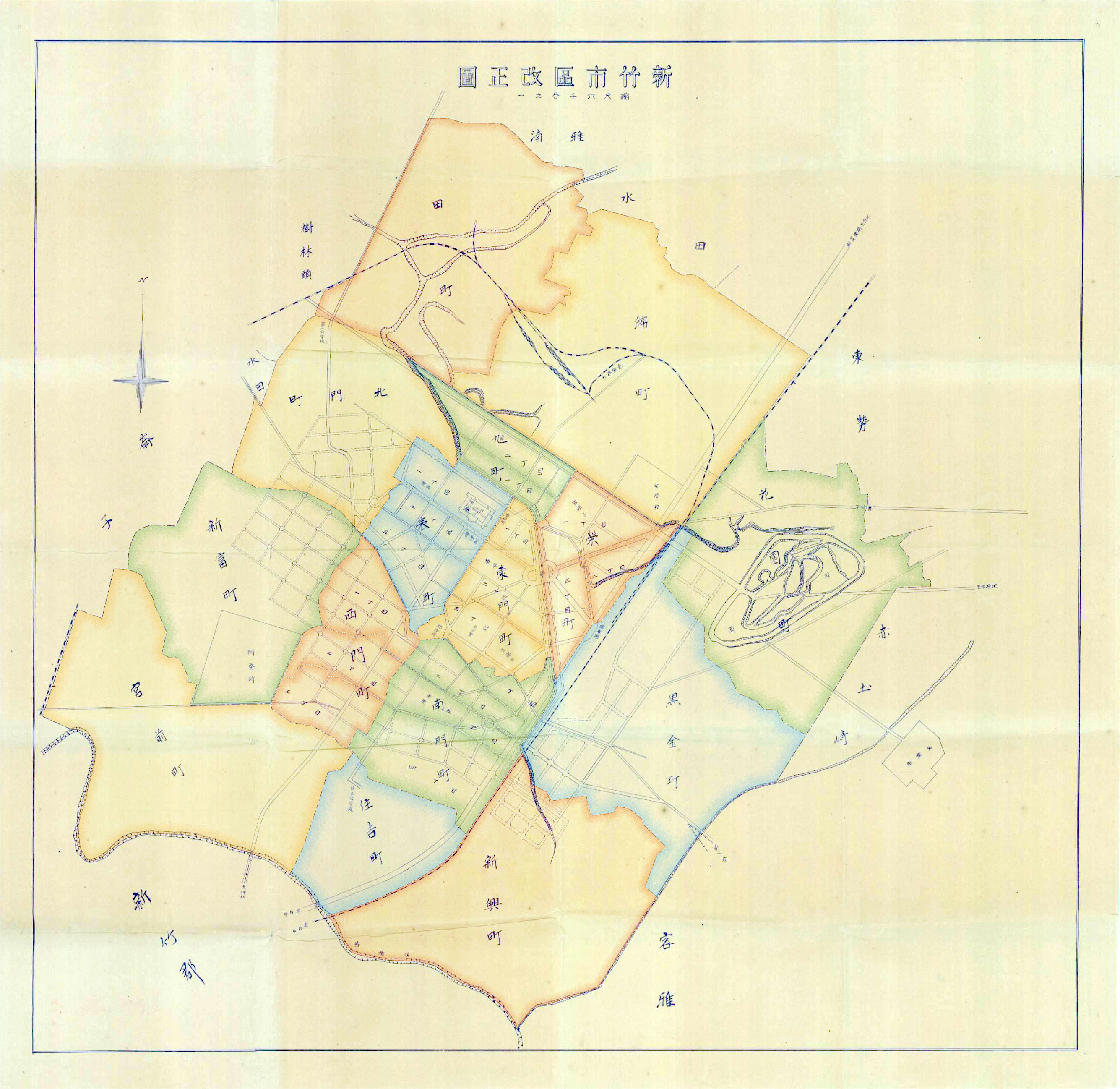
新竹市町名

宮前町為新竹州新竹市自1935年實施町名改正所成立的行政區之一，位於現今新竹市北區。町內有道路可通往南側的新竹神社，於是名為宮前町。日治時期的町名在戰後改為地籍劃分，新竹市宮前町在地籍上大致屬於中雅段和崙子段部分。